# Bharatganj
Bharatganj è una suddivisione dell'India, classificata come nagar panchayat, di 15.252 abitanti, situata nel distretto di Allahabad, nello stato federato dell'Uttar Pradesh. In base al numero di abitanti la città rientra nella classe IV (da 10.000 a 19.999 persone).

## Geografia fisica
La città è situata a 25° 07' 11 N e 82° 16' 26 E.

## Società

### Evoluzione demografica
Al censimento del 2001 la popolazione di Bharatganj assommava a 15.252 persone, delle quali 7.982 maschi e 7.270 femmine. I bambini di età inferiore o uguale ai sei anni assommavano a 3.043, dei quali 1.567 maschi e 1.476 femmine. Infine, coloro che erano in grado di saper almeno leggere e scrivere erano 7.273, dei quali 4.690 maschi e 2.583 femmine.